# Louis Dudek
Louis Dudek (ur. 6 lutego 1918 w Montrealu, zm. 22 marca 2001 tamże) – kanadyjski poeta i krytyk literacki.

## Życiorys
Uczył się w szkole w Montrealu, następnie studiował na Uniwersytecie McGilla (gdzie później wykładał) i na Uniwersytecie Columbii. Jego wczesne poematy ukazywały się w "McGill Daily". W 1944 przeniósł się do Nowego Jorku, gdzie obronił pracę doktorską opublikowaną w 1960 jako Literature and the Press, w 1951 wrócił do Montrealu, w 1951 wraz z Irvingiem Laytonem założył pismo literackie "Contact Press". W 1957 założył własny magazyn literacki "Delta" ukazujący się do 1966. Tworzył m.in. pod wpływem Ezry Pounda. Opublikował zbiory wierszy East of the City (1946), Europe (1954), The Transparent Sea (1956), Laughing Stalks (1958), En Mexico (1958), Collected Poetry (1971), Continuation I (1981), Continuation II (1990), Infinite Worlds (1988), Small Perfect Things (1991), The Caged Tiger (1997), Surface of Time (2000) i poezję miłosną. Tworzył też prozę, opublikowaną w tomach The Theory of the Image in Modern Poetry (1981) i Ideas for Poetry (1983), wydał też zbiór krytycznych esejów i recenzji In Defence of Art (1988).